# Lago Nasser
Il lago Nasser (in arabo بحيرة الناصر‎?, Buḥayra al-Nāṣir) è un grande lago artificiale che si trova nella parte meridionale dell'Egitto e si estende fino al Sudan.
In senso stretto il nome del lago Nasser (che è dovuto al presidente egiziano Gamal Abd el-Nasser, il quale ebbe l'idea della costruzione della diga) si riferisce solo alla parte del bacino che si trova in Egitto, l'83% della superficie totale, mentre i sudanesi preferiscono chiamare la parte nel loro territorio "lago di Nubia" (in arabo بحيرة نوبية‎?, Buḥayra Nūbiya).

## Geografia
Il bacino è lungo circa 500 km e largo 75 km nel punto di larghezza massima, approssimativamente al Tropico del Cancro. Occupa una superficie di circa 6000 km² con una capacità di circa 157 km³ di acqua.
È il secondo bacino idrico artificiale più grande al mondo fra quelli costruiti nel XX secolo.

## Storia

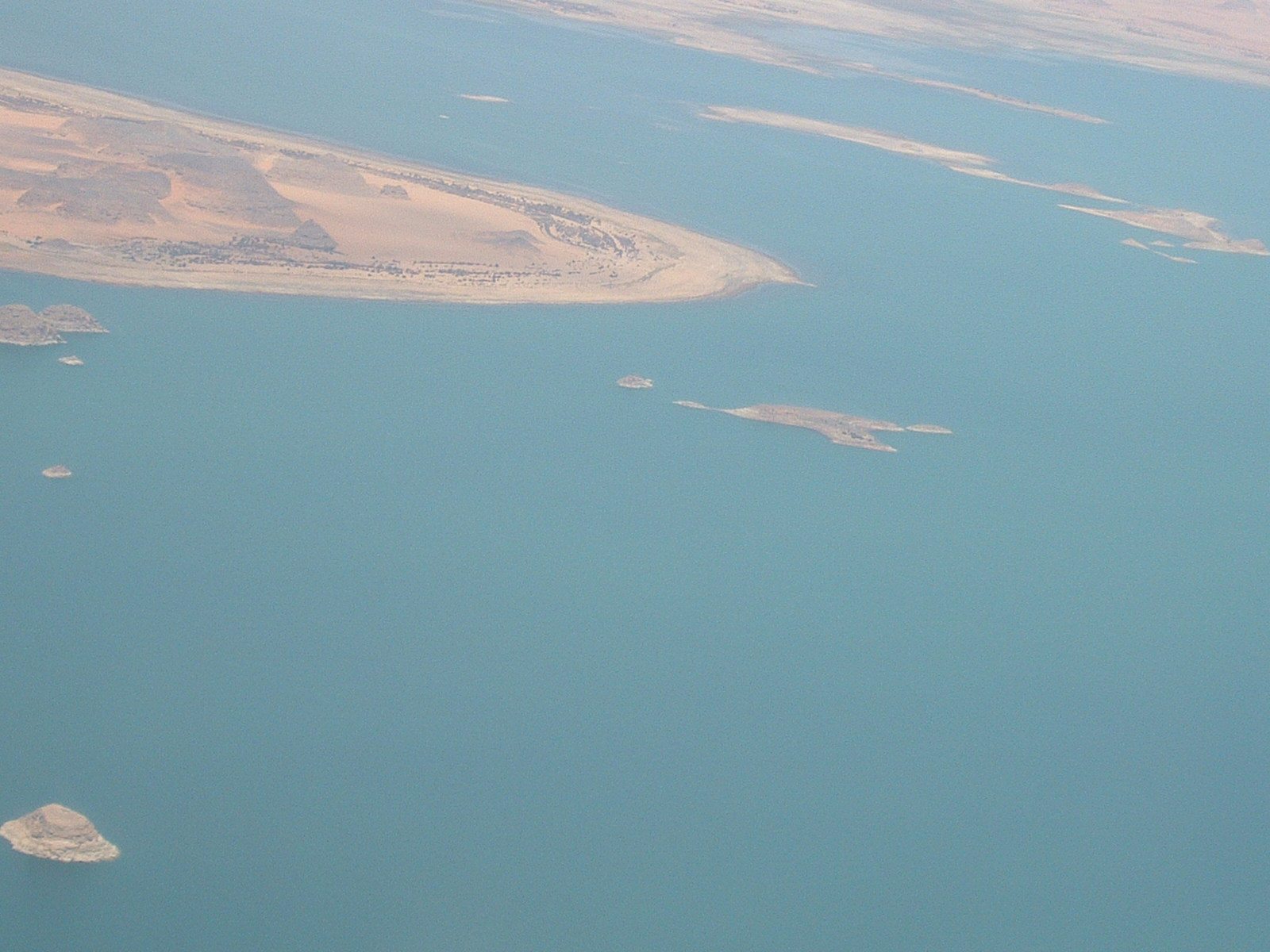
Veduta aerea

Il lago fu creato dalla costruzione della diga di Assuan sul Nilo tra il 1958 e il 1970. Situata vicino a centri urbani classificati come ad elevato rischio sismico, vicino alle faglie di Kalabsha, Seiyal e Khor El-Ramla, la diga fu costruita allo scopo di frenare l'esondazione delle acque nella valle di Kalabsha, a circa 60 km a sud di Aswan High Dam, e nei primi anni 2000 l'High and Aswan Dams Authority (HADA), l'autorità idrica locale, ha proposto un piano per la costruzione di una diga di roccia in questa zona.
L'aumento del livello delle acque rese necessaria una serie di progetti per spostare i resti archeologici presenti nella zona. Molti siti archeologici della Nubia furono smontati pezzo per pezzo e spostati, tra tutti il più famoso è il tempio di Abu Simbel. Questi lavori furono eseguiti lungo tutti gli anni sessanta.
Il porto fluviale sudanese e la stazione ferroviaria di Wadi Halfa furono ricoperti dalle acque e fu necessario creare una nuova città per sostituirli.
Anche l'intera comunità nubiana dell'Egitto (diverse centinaia di migliaia di persone) che abitava in quelle zone dovette essere trasferita.

## Economia
Il lago presenta scenari incantevoli ed è una località apprezzata per la pesca, soprattutto del persico del Nilo.